# Convoi no 8 du 8 septembre 1942
Pour un article plus général, voir Convois de la déportation des Juifs de Belgique.
Le convoi du 8 septembre 1942 fut le huitième convoi de déportation à quitter le territoire belge en direction d'Auschwitz-Birkenau. Le train fera une halte en gare de Kosel où certains parmi les hommes les plus vaillants descendirent pour être affecté au travail obligatoire. 361 déportés furent déclarés "aptes au travail". Parmi ceux-ci, 32 hommes et 2 femmes survécurent.
Le convoi VIII comportait 1000 déportés (498 hommes et 502 femmes). Il faisait suite à la rafle du 3 septembre 1942 dans le quartier de la gare du Midi à Bruxelles. Parmi les déportés, le père de Robert Fuks (6 ans en 1942) fut emmené à la Caserne Dossin après avoir été violenté par trois agents armés de la gestapo. Le 3 septembre 1942, les trois hommes donnèrent des coups de crosse à leur adresse, 120 Rue de Mérode. Le père tenta de s'interposer et la maman fut prise d'une violente crise de nerfs. Finalement, craignant l'esclandre, seul le père sera emmené, il ne reviendra jamais. La maman et les deux enfants purent rejoindre la clandestinité et furent pris en charge par Andrée Geulen et le réseau de résistance du Comité de défense des Juifs.